# John (Bischof, St Asaph)
John (auch John II) († vor 5. Januar 1268) war ein walisischer Geistlicher, der 1267 Bischof von St. Asaph war.
Über John ist nur wenig bekannt. Nach dem Tod von Bischof Anian war am 29. September 1266 ein Meurig Verwalter der Diözese St Asaph. 1267 wurde John zum Bischof geweiht, doch er starb bereits vor dem 5. Januar 1268.